# Rudolf Maister

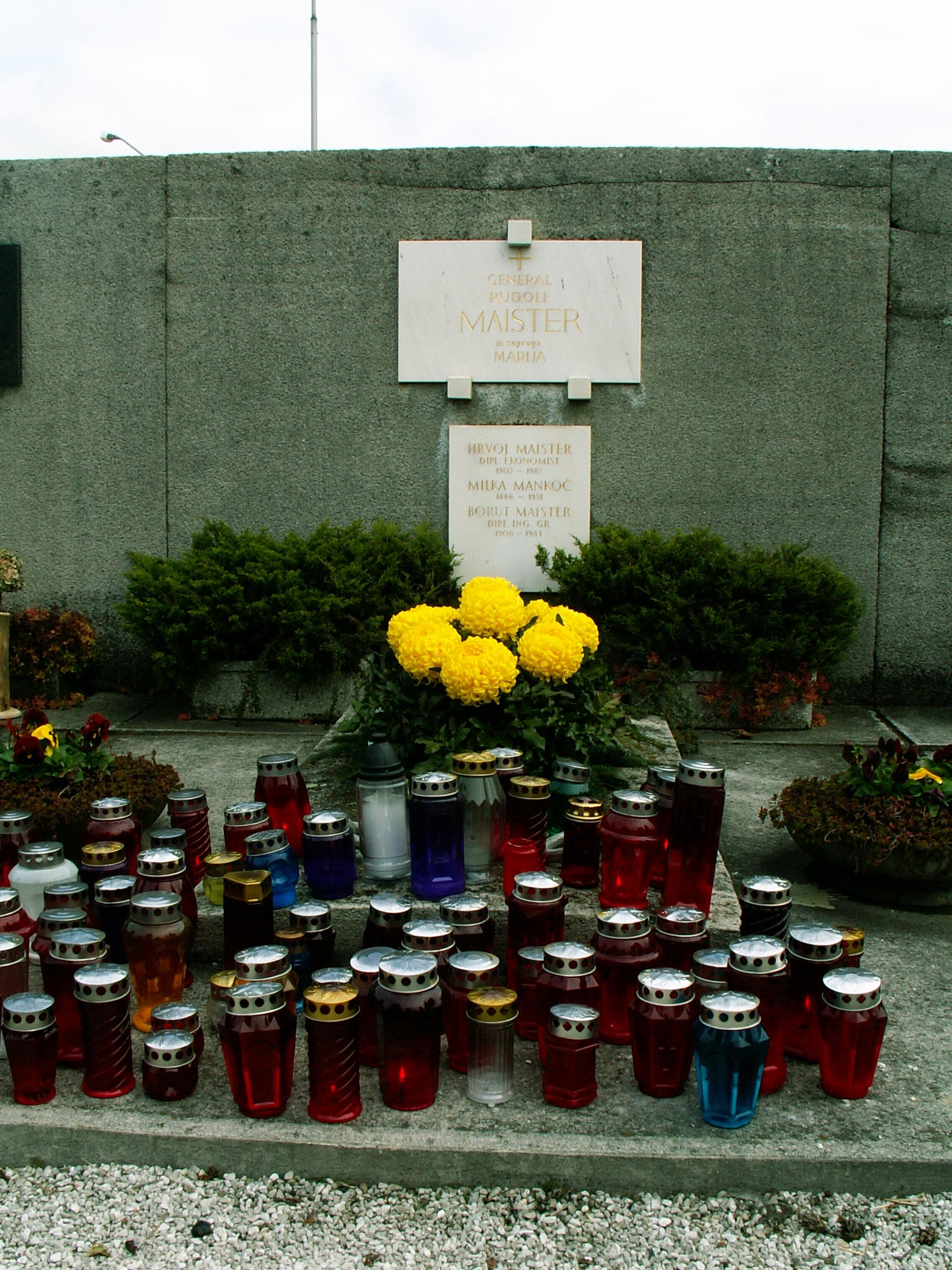
Rudolf Maisters grav i Maribor

Rudolf Maister född 29 mars 1874 i Kamnik, Kamnik, död 26 juli 1934, var en slovensk general, poet och politisk aktivist.
Maister var även självlärd konstnär. Maister anses vara en nationell ikon i Slovenien. Slovenerna tackar, enligt traditionerna, Rudolf Maister för den del av Steiermark, Stajerska, som idag tillhör Slovenien. 

## Liv och karriär
Rudolf Maister föddes 29 mars 1874 i den slovenska staden Kamnik (som på den tiden tillhörde Österrike-Ungern). Detta låg nära huvudstaden Ljubljana. Han fick sin officersutbildning i Wien och var färdigutbildad när han var 30 år gammal. Maister började som major i den österrikisk-ungerska armén under första världskriget. Han var sedan kommendant för landstormsregimentet i Marburg an der Drau. Idag heter den staden Maribor och ligger i norra Slovenien. Maister tjänstgjorde i många slovenska städer, där han lärde känna både folket och området. Efter ett tag vände han sig emot den österrikisk-ungerska armén och började kämpa för sitt eget folk, slovenerna.
År 1918, nära slutet av första världskriget, ville de tyska makterna göra Maribor och även andra områden nära den norra slovenska gränsen, till en del av Österrike. Maister, som många andra slovener, ville inte att detta skulle ske. Han organiserade en armé av volontärer som ville slåss för att behålla och ta över Maribor och andra delar av Slovenien. Maister lyckades med hjälp av den volontära armen ta över Maribor 23 november 1918. Soldaterna som kämpade vid Maisters sida kallades för Maisters slagskämpar (på slovenska: Maistrovi borci). Inom en vecka hade Maister samlat den första slovenska armen. Armén hade omkring 4000 män. Han utnämndes till general av det slovenska nationalrådet 1 november 1918. Maister anses ha bidragit till att Sloveniens norra gräns ligger där den gör idag, utan honom hade Slovenien troligen varit ett mindre land.
Rudolf Maister gick i pension 1923 och ägnade sig då mest åt sin poesi. Även i tidigare skeden av hans liv spelade diktskrivandet en stor roll för Maister. 1898 skrev han då och då i Ljubljanas klocka ( Ljubljanski zvon, en ungslovenernas litterära tidskrift som bildades 1881) där han kallade sig för Vojanov.  Hans sista diktsamling heter ” En liten fläta av de mina” (1929). Inspiration till sitt skrivande hämtade Maister från minnen av strider och dödandet vid fronten. Men han nämner också hur vackert det slovenska landet är. Maister dog 26 juli 1934 i Unec vid Rakek, där han brukade tillbringa sina somrar. Han begravdes i Maribor. År 1987 restes en staty av honom i staden Maribor och det finns även ett torg som heter General Maisters torg (Trg generala Maistra). Ungefär 241 av hans soldater och medkämpar var fortfarande i livet 1987 och 120 av dem närvarade vid resandet av statyn. Det finns även statyer av honom i huvudstaden Ljubljana.  